# Neoclytus torquatus
Neoclytus torquatus es una especie de escarabajo longicornio del género Neoclytus, tribu Clytini, subfamilia Cerambycinae. Fue descrita científicamente por LeConte en 1873.

## Descripción
Mide 11 milímetros de longitud.

## Distribución
Se distribuye por México y Estados Unidos.